# Seger: gayrevolutionens triumf
Seger: gayrevolutionens triumf är en facklitterär skildring av HBTQ-rörelsen och hur samhället har ändrats från intolerans till tolerans och acceptans under 19- och 2000-talet. Den har kallats "en av de viktigaste och mest välskrivna gayhistorieböcker som någonsin getts ut" av Philadelphia City Paper och "ett utmärkt stycke populärhistoria" av New York Times.